# Cecílio Lopes
Cecílio Lopes (sinh ngày 18 tháng 3 năm 1979) là một cầu thủ bóng đá Cabo Verde hiện đang thi đấu ở vị trí tiều đạo cho câu lạc bộ Hà Lan, Capelle.

## Sự nghiệp thi đấu
Lopes đã từng thi đấu cho các câu lạc bộ SBV Excelsior, FC Dordrecht, Sparta Rotterdam, FC Volendam và FC Zwolle.

## Sự nghiệp thi đấu quốc tế
Mặc dù sinh ra ở Hà Lan, Lopes có thể đại diện cho Cabo Verde thông qua bố của anh ấy. Anh ta được triệu tập lần đầu vào năm 2008.